# Матилда (Кведлинбург)
Вижте пояснителната страница за други личности с името Матилда.
Матилда (на немски: Mathilde, * началото на 955, † 7/8 февруари 999) от династията Лиудолфинги (Саксонска династия), е от 966 до смъртта си първата абатеса на абатство Кведлинбург. Тя е чествана като блажена, особено в епископия Магдебург.

## Биография
Тя е дъщеря на император Ото I Велики († 973) и втората му съпруга Аделхайд Бургундска († 999), дъщеря на бургундския крал Рудолф II († 937). Внучка е на Света Матилда († 968) и на крал Хайнрих I Птицелов († 936). Сестра е на Ото II († 983), император на Свещената Римска империя от 973 г.
На 11 години Матилда е помазана през 966 г. от всички архиепископи и епископи на империята за абатеса на абатство Кведлинбург, основано през 936 г. от нейната баба Света Матилда. Папа Йоан XIII одобрява това през април 967 г.
Матилда е една от най-могъщите жени на империята и води от 997 г. до смъртта си регентството за нейния намиращ се в Италия племенник Ото III. На нея Видукинд Корвейски посвещава своята хроника „Деяния на саксите“ (Sachsengeschichte).
Тя умира през 999 г. и е погребана в църквата на Кведлинбург. Последвана е от нейната племенница Аделхайд I, третата дъщеря на нейния брат император Ото II.